# Paraonidia malleola
Paraonidia malleola är en insektsart som först beskrevs av Green 1905.  Paraonidia malleola ingår i släktet Paraonidia och familjen pansarsköldlöss.
Artens utbredningsområde är Sri Lanka. Inga underarter finns listade i Catalogue of Life.